# Ogniomistrz sztabowy
Ogniomistrz sztabowy (ogn. szt.) – stopień podoficerski w Wojsku Polskim.
5 sierpnia 1919 roku Minister Spraw Wojskowych zatwierdził tytulaturę stopni podoficerskich i żołnierskich w artylerii. Stopień ogniomistrza sztabowego w artylerii był odpowiednikiem stopnia sierżanta sztabowego w piechocie.
W 1967 roku stopień ogniomistrza sztabowego został wprowadzony w Wojskach Rakietowych i Artylerii Sił Zbrojnych PRL. Odpowiadał sierżantowi sztabowemu i bosmanowi sztabowemu w Marynarce Wojennej. Żołnierz posiadający ten stopień należał do grupy podoficerów starszych.
W 2004 roku stopień został zniesiony, ale żołnierze awansowani na ten stopień przed tą datą, zachowują go dożywotnio.